# Hollywood Reservoir

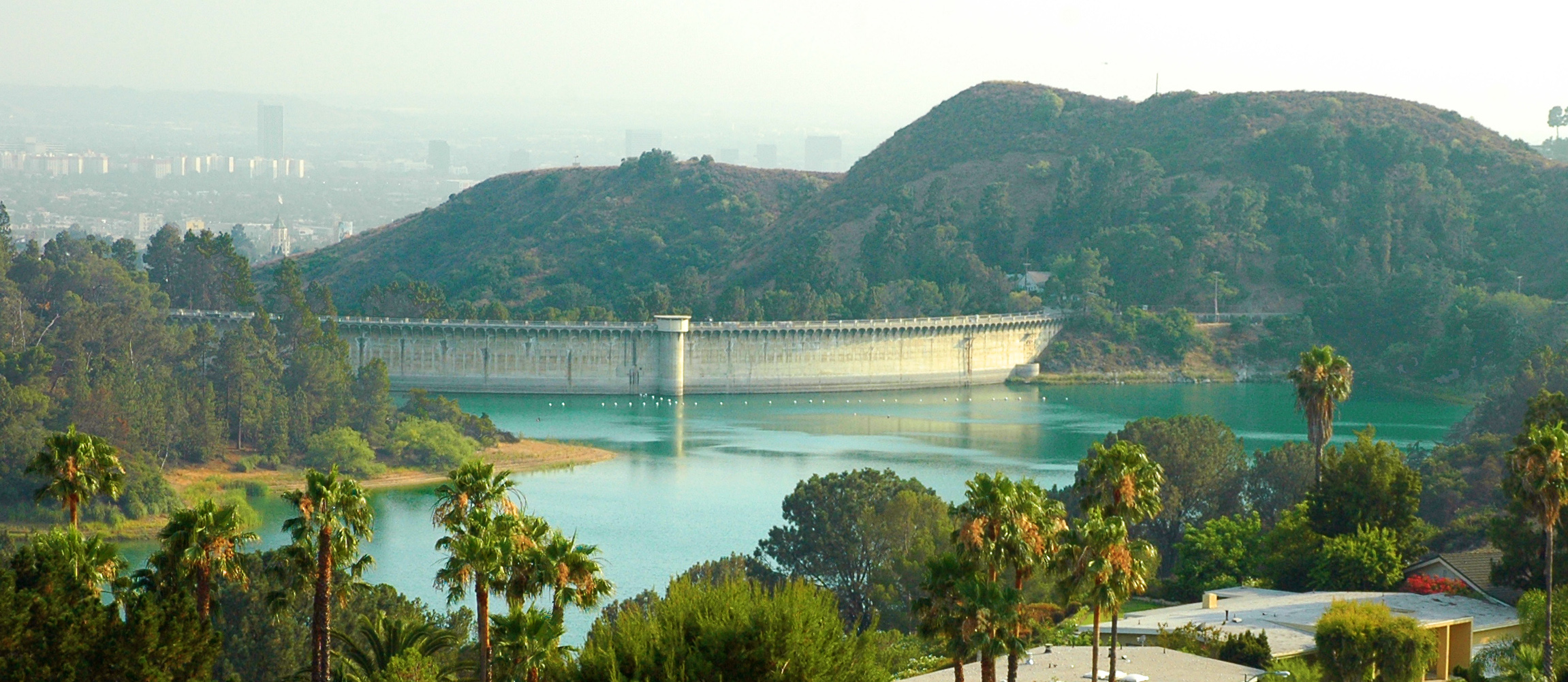
La Hollywood Reservoir a fianco alla diga Mulholland

La Hollywood Reservoir conosciuta anche come Lake Hollywood è un lago artificiale che si trova sulle Santa Monica Mountains nel quartiere di Hollywood Hills a Los Angeles in California.
È gestito dal Los Angeles Department of Water and Power.
Il lago e la zona circostante sono dominate dalla celebre insegna con la scritta "Hollywood".
Il lago venne creato con la costruzione della diga Mulholland nel 1924 come parte del sistema di approvvigionamento e stoccaggio dell'acqua per la città di Los Angeles.
Il lago ha una capacità di 9.500.000 metri cubi mentre la profondità massima dell'acqua raggiunge i 56 metri. 
Dopo l'incidente del marzo 1928 alla diga St. Francis Dam per precauzione il livello dell'acqua del lago venne abbassato.
Oggi l'area circostante, conosciuta come Lake Hollywood Park, è utilizzata per attività ricreative e sportive come camminate e jogging.